# Estación Victoria (Mitre)
Victoria es una estación ferroviaria ubicada en la localidad homónima, en el Partido de San Fernando, provincia de Buenos Aires, Argentina.

## Ubicación
La estación se encuentra en García Mansilla y Martín Rodríguez, Victoria, partido de San Fernando. Junto a la estación se encuentran los talleres.

## Servicios
Victoria es una estación intermedia del servicio eléctrico metropolitano de la Línea Mitre que se presta entre las estaciones Retiro y Tigre con un servicio a cada 16 min (horario especial por el Aislamiento Social Preventivo y Obligatorio).
Además es terminal interurbana del servicio diésel que une la Estación Capilla del Señor. En este ramal salen 5 servicios por día, 2 son "cortos" a Matheu, los otros 3 a Capilla del Señor

## Infraestructura
Posee cuatro andenes, dos elevados para el servicio a Tigre y dos bajos e independientes para el servicio a Capilla del Señor.

## Historia
La estación Victoria fue inaugurada el 29 de agosto de 1891 (133 años) por la compañía Ferrocarril Central Argentino, La estación toma el nombre de la reina 
Victoria  ya que durante su reinado se concretaron en Argentina las obras de los ferrocarriles Central Argentino, Buenos Aires al Pacífico y Sud, de capitales británicos. Con planes de prolongar una traza hasta Tigre y otra más extensa a Pergamino y Río Tercero. Cuando era operada por Ferrocarriles Argentinos pasaban más de 80 trenes de pasajeros hacia Tigre y Río Cuarto y también trenes de cargas. Hasta 1978 existió el servicio que llegaba a Río Cuarto. En marzo de 1993 se clausuran los servicios de pasajeros a Pergamino y Venado Tuerto. 
Durante la época de FA los trenes 2191 a 2194 hacían parada en esta estación.